# Lygeeae
Lygeeae es una tribu de hierbas de la familia Poaceae. Tiene un solo género.

## Géneros
- Lygeum[2]